# Küß’ mich, John
Küß’ mich, John (Originaltitel: Hearts Afire) ist eine US-amerikanische Sitcom, die zwischen 1992 und 1995 beim Sender CBS ausgestrahlt wurde. Die Hauptrollen spielten John Ritter und Markie Post. In Deutschland wurde die Serie auch unter den Titeln Wer küßt Daddy? und Staatsaffären ausgestrahlt.

## Handlung
John Hartman arbeitet in Washington, D.C. als Assistent des US-Senators Strobe Smithers und ist mit dessen Pressereferentin Georgie Ann Lahti verheiratet. John und Georgie leben in ihrer Wohnung zusammen mit Georgies gerade aus dem Gefängnis entlassenen Vater und ihrem ehemaligen Kindermädchen sowie Johns beiden Söhnen aus erster Ehe. Neben den dadurch zu Hause entstehenden Verwicklungen halten der Senator und seine Sekretärin, die gleichzeitig seine Geliebte ist, das Ehepaar auf Trab. In der zweiten Staffel der Serie zieht das Paar in eine Kleinstadt und betreibt dort eine eigene Zeitung.

## Hintergrund
Alle drei Staffeln der Serie sind in den USA auf DVD erschienen. Der Originaltitel basiert auf einer Textzeile des Titels That’s The Way Of The World der Band Earth, Wind and Fire, welcher auch als Titelmelodie verwendet wurde. Zu den Drehbuchautoren der Serie gehörte auch der Schauspieler Thom Bray.

## Auszeichnungen
- 1993: BMI TV Music Award
- 1993: ASCAP Award